# Carla Melazzini
Carla Melazzini (Sondrio, 1944 – Napoli, 14 dicembre 2009) è stata un'insegnante italiana e una "maestra di strada".

## Biografia
Nata ultima di cinque figli in una famiglia molto cattolica da Michele Melazzini e Anna Fabbri, ha studiato a Pisa sul finire degli anni sessanta. Ha poi abbandonato la Scuola Normale Superiore per divergenze sui suoi metodi didattici e successivamente, nel 1971, si è trasferita a Napoli assieme al marito Cesare Moreno, dove ha vissuto per il resto della vita dedicandosi all'insegnamento.
Tra la fine degli anni sessanta e la prima metà degli anni settanta è vissuta a Pisa, è stata attiva nel movimento studentesco cittadino e ha militato in Lotta Continua, di cui il marito era dirigente. Questa sua esperienza all’interno del gruppo l'ha portata ad interessarsi al contesto e alle problematiche scolastiche.
Ha lavorato ispirandosi alle idee di Danilo Dolci e di don Lorenzo Milani, avvicinandosi alle comunità sociali della periferia orientale di Napoli: a Barra, a Pontincelli, a San Giovanni Teduccio.
(Una delle frasi di Carla Melazzini)
È morta a Napoli nel 2009 e da quel momento, anche ad opera del marito Cesare Moreno, la sua attività è stata pubblicizzata a livello nazionale ed è stata argomento di approfondimento in varie occasioni. Nel 2012 l'associazione Alexander Langer ha organizzato un convegno sul tema dell'educazione nelle periferie ed ha approfondito la sua esperienza.

## Progetto Chance
Il progetto venne promosso nel 1998, grazie alla legge 285/1997, da Angela Villani e Marco Rossi-Doria,che coinvolsero Carla Melazzini con il marito Cesare Moreno. Chance è stata una delle iniziative italiane più note di scuole della seconda opportunità e scuole popolari. La sua finalità principale era quella di aiutare i ragazzi che avevano abbandonato gli studi a conseguire la licenza media.
Tra gli obiettivi del progetto Chance c'era quello di operare in tutti i luoghi di aggregazione sociale, quindi uscendo anche dalle scuole e recandosi nei quartieri più deprivati,come Barra-San Giovanni dove la Melazzini era molto attiva. In tali ambienti realizzò numerosi interventi e interviste a ragazzi, psicologi, educatori, maestri, madri ecc. facendo così conoscere più a fondo la realtà sociale dei luoghi nei quali si trovava ad operare e nella quale vivevano i ragazzi che tentava di aiutare.
Riferimenti al progetto Chance sono contenuti nel film documentario Pesci combattenti del 2002 diretto da Andrea D'Ambrosio.

## Riconoscimenti
- Nel 2011 è uscito postumo il suo Insegnare al principe di Danimarca, curato dal marito a partire dai suoi scritti. Al libro è stato attribuito il Premio Giancarlo Siani.[11]
- Nel 2017 le è stato intitolato un asilo nido a Sondrio.[12]

## Opere
- Cesare Moreno (a cura di), Insegnare al principe di Danimarca, Palermo, Sellerio, 2011, ISBN 9788838925696, OCLC 799643626.
- con Silvana Madia e Cesare Moreno, Abbasso la scuola, Somma Vesuviana (NA), Il Pioppo, 1996, SBN LO10783963.
- con Cesare Moreno, Amalia Aiello, Rita Iannazzone, Anna La Rocca, Fiorella Picecchi e Annamaria Torre, Qualità e ruolo della relazione nel recupero di adolescenti drop-out ad un percorso di formazione, in Età evolutiva, n. 67, Firenze, Giunti, ottobre 2000, OCLC 932285030.
- con Simonetta M G Adamo, Rita Iannazzone e Caroline Peyron, On not being able to learn: an experimental project for adolescent drop-outs, in RICERCHE DI PSICOLOGIA, vol. 28, n. 1, 2005, OCLC 8178786656.